# 鏡の国のアリスのキャラクター

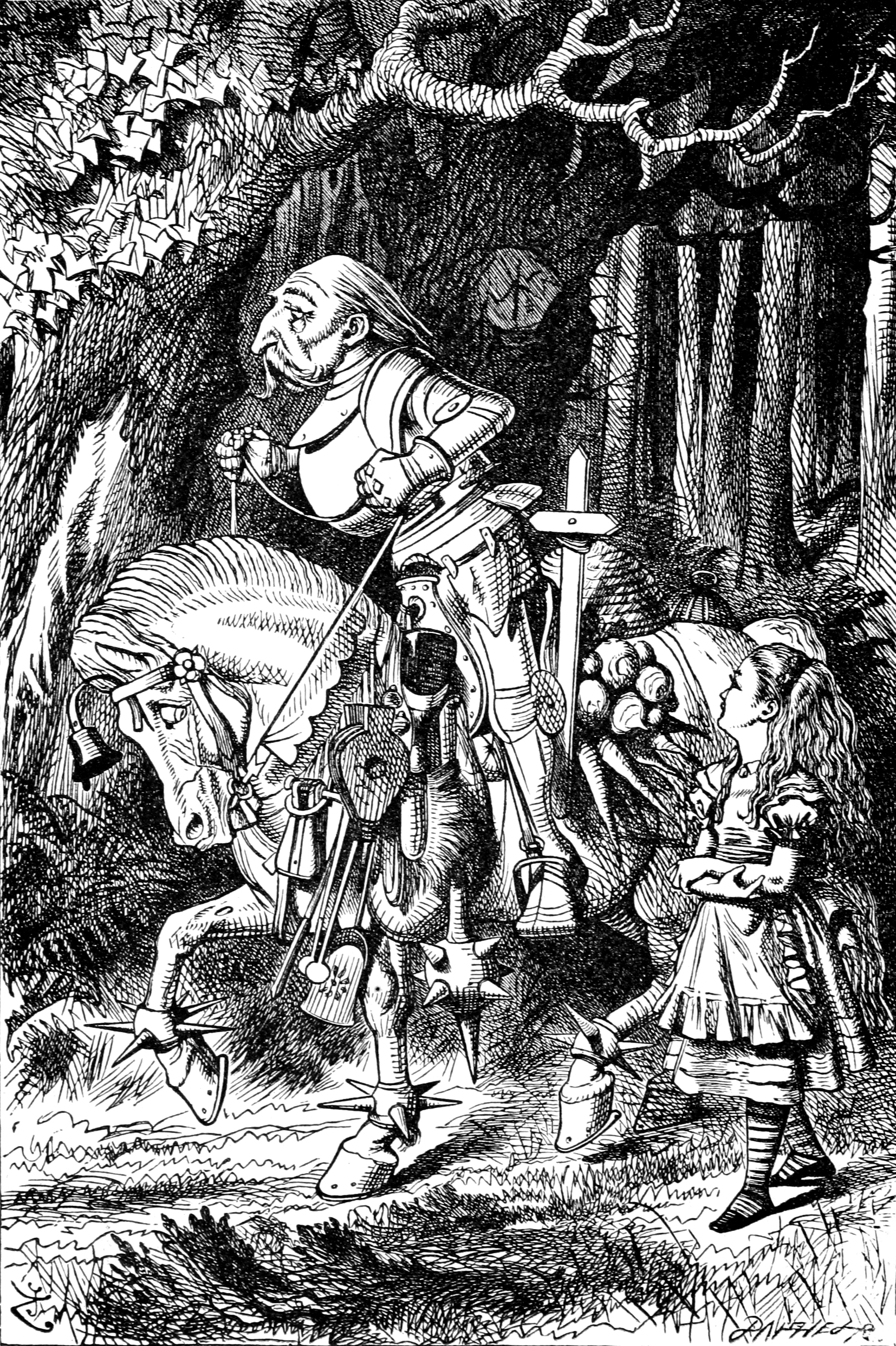
『鏡の国のアリス』口絵（白の騎士とアリス）。ジョン・テニエル画（以下同じ）

ルイス・キャロルの児童小説『鏡の国のアリス』（1871年）には、前作『不思議の国のアリス』に引き続き様々なキャラクターが登場する。物語はチェスのルールに沿って進行するため、主要なキャラクターのいくつか、例えば白の女王や赤の女王、白の騎士などは、チェスの駒をそのまま擬人化したものである。一方ハンプティ・ダンプティやトゥイードルダムとトゥイードルディー、ライオンとユニコーンは、いずれも当時すでに知られていたマザー・グースをもとにしたキャラクターである。彼らは童謡に歌われているままの姿をしていたり、あるいは童謡の内容そのままの行動を起したりし、作中ではアリス自身もそのことに気づく。以下ではこれらを中心に、本作品の特徴的なキャラクターたちを解説する。

## アリス

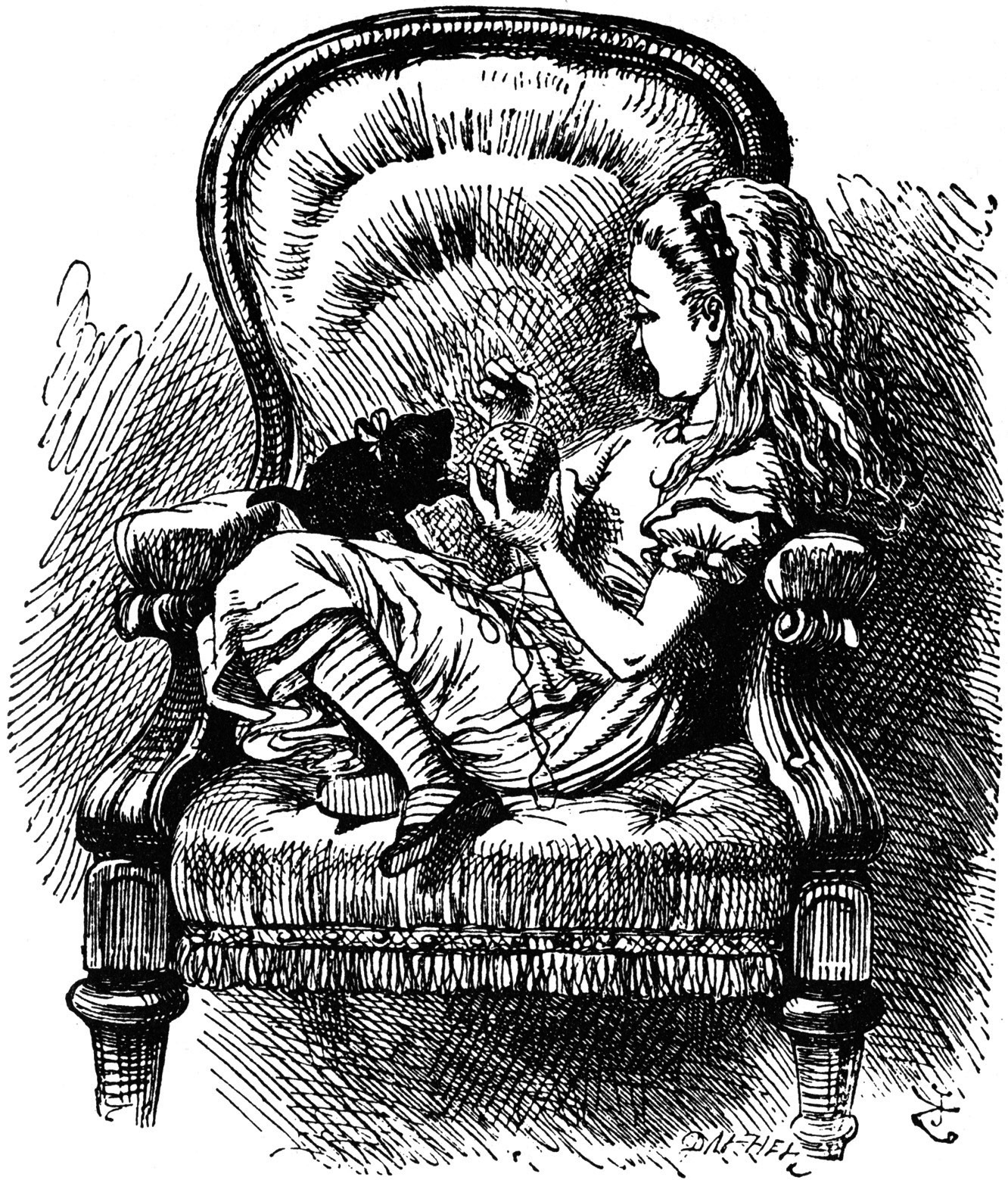
アリスと黒猫のキティ

飼い猫と空想ごっこをしているうちに鏡の中の世界に迷い込む少女。赤の女王に助言されて、白のポーン（歩）の一人としてチェスゲームに参加し、女王になることを目指して鏡の世界を進みながら様々なキャラクターと邂逅していく。前作『不思議の国のアリス』中では年齢は明言されていないが、本作では会話中ではっきり「7歳とちょうど半分」と発言する。
ジョン・テニエルの挿絵では、前作に引き続き額を出した長い金髪をしてエプロンドレスを着た姿で描かれている。ただし前作の挿絵と比べるとエプロンの裾にフリルが追加されており、無地だったストッキングには縞が入っている。また頭にはヘアバンドが新たに加えられており、これはのちに「アリスバンド」の名で知られるようになった。
前作で自慢の飼い猫としてアリスに言及されていたダイナは、本作ではその子猫である白猫のスノードロップ、黒猫のキティとともに姿を見せ、特にキティは物語の導入と結末に一定の役割を果たす。

## 赤の女王

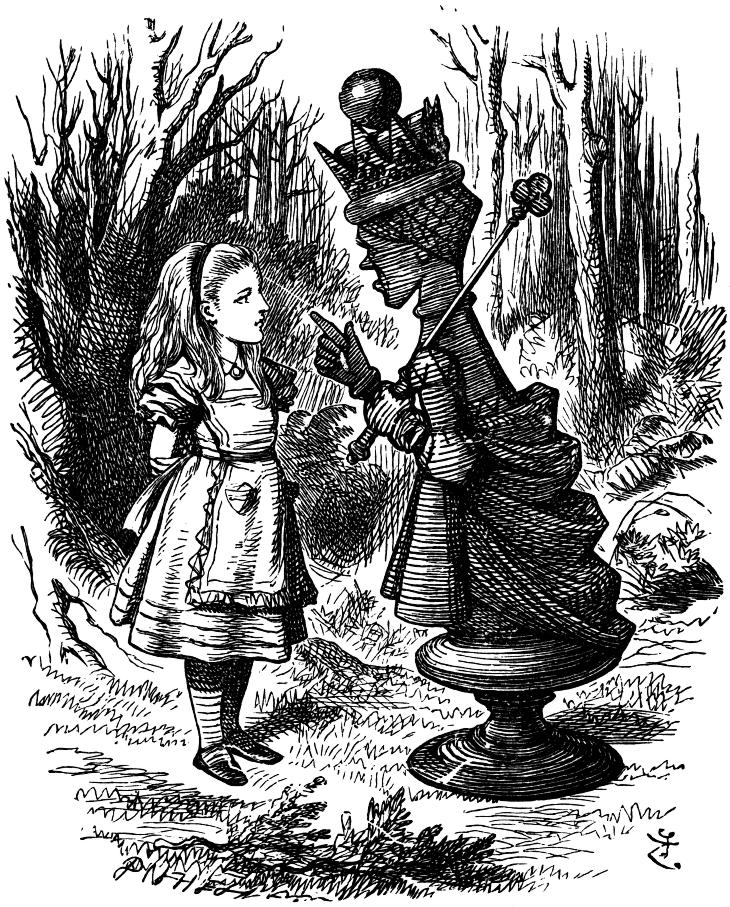
アリスと赤の女王

チェスの駒を基にしたキャラクター。一般的なチェスでは黒のクイーンにあたる。第1章で他の多くの駒たちとともに姿を見せた後、第2章で人間並みの大きさになって登場。非常に尊大な態度でアリスに接し、鏡の国のチェスゲームに興味を持ったアリスに、白の歩となってゲームに参加するよう助言、その後ひとところに留まっていたければ全力で駆けなければならない、という鏡の国の性質を説明し、喉が渇いたと訴えるアリスに乾いたビスケットを与える。
第9章では女王となったアリスのもとに白の女王とともに再登場し、女王の資格を問うための質問をあれこれ投げかけてアリスを当惑させる。つづけて開かれたアリスのためのディナー・パーティでは、混乱を極めるさなかにアリスに捕まえられると、その姿は黒猫のキティとなって、アリスは現実に引き戻されることになる。
後年のエッセイ『舞台のアリス』（1887年）の中で、ルイス・キャロルは赤の女王を「ちょっと違ったタイプの「怒りの女神」」として描いたと回想し、その冷ややかさや几帳面さ、ペダンチックさといった性質において「女教師たちのエッセンスを集めたような役どころ」だと記している。
赤の女王はアリス・リデルたち姉妹の家庭教師であったミス・プリケットがモデルであるという推測もされている（彼女は前作『不思議の国のアリス』に登場するネズミのモデルとなったとも言われている）。彼女は少女たちから「プリックス」（刺）というあだ名で呼ばれていたが、赤の女王は花壇の花たちから「刺を9つつけている」と言い表されている。
前述の「ひとところに留まっていたければ、全力で駆けなければならない（It takes all the running you can do, to keep in the same place.）」の台詞は進化論における赤の女王仮説など数多く引用されている。

## 白の女王

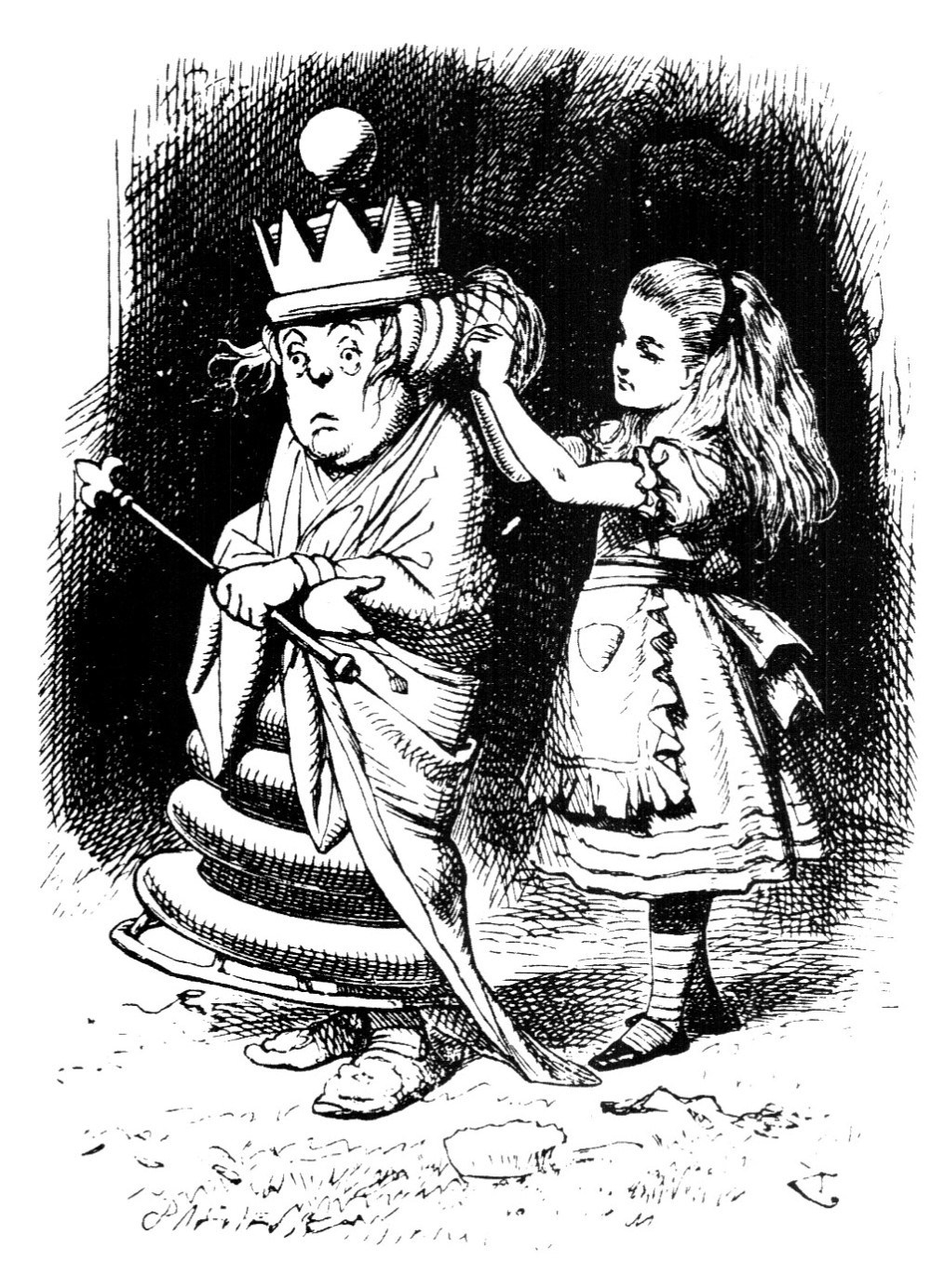
アリスに身だしなみを整えてもらう白の女王

チェスの駒である白の女王（クイーン）をもとにしたキャラクター。第1章で、鏡の国に入り込んだ直後のアリスが目にする一群のチェスの駒のなかのひとつとして登場する。この際アリスは泣き騒いでいた彼女の娘・リリー（白の歩のひとつ）のもとまで彼女を持ち運んでやるが、このときはアリスの姿は彼女たちには見えず非常に驚かせることになる。
人間並みの大きさになって再登場する第5章では、身だしなみを自分で整えることができずアリスに手伝ってもらい、その後自分が時間を逆向きに生きているのだと説明する。彼女がもっともよく記憶しているのは「再来週に起こること」であり、ピンを指で指した痛みは実際に指す前に彼女の身に起こる。しかしアリスとともに小川を飛び越えると年老いたヒツジの姿に変化していき、周囲は雑貨屋に変わる。第9章では女王となったアリスの傍に赤の女王とともに不意に現われ、アリスへの質問攻めの一端を担いアリスをいらだたせることになる。
前述の「舞台のアリス」の中で、キャロルは白の女王を「気の優しい、愚かで、太っていて、顔色の悪い人物」「乳飲み子のように無力で、白痴のようにのろまで、間抜けで、おたおたしているが、しかし白痴というわけではない」というイメージで捉えていたことを記している。同記事の中ではキャロルはまた、この白の女王と、ウィルキー・コリンズの『ノー・ネーム』という小説に登場するラッグ婦人という人物との相似に注意を促している。

## 鏡の国の花たち

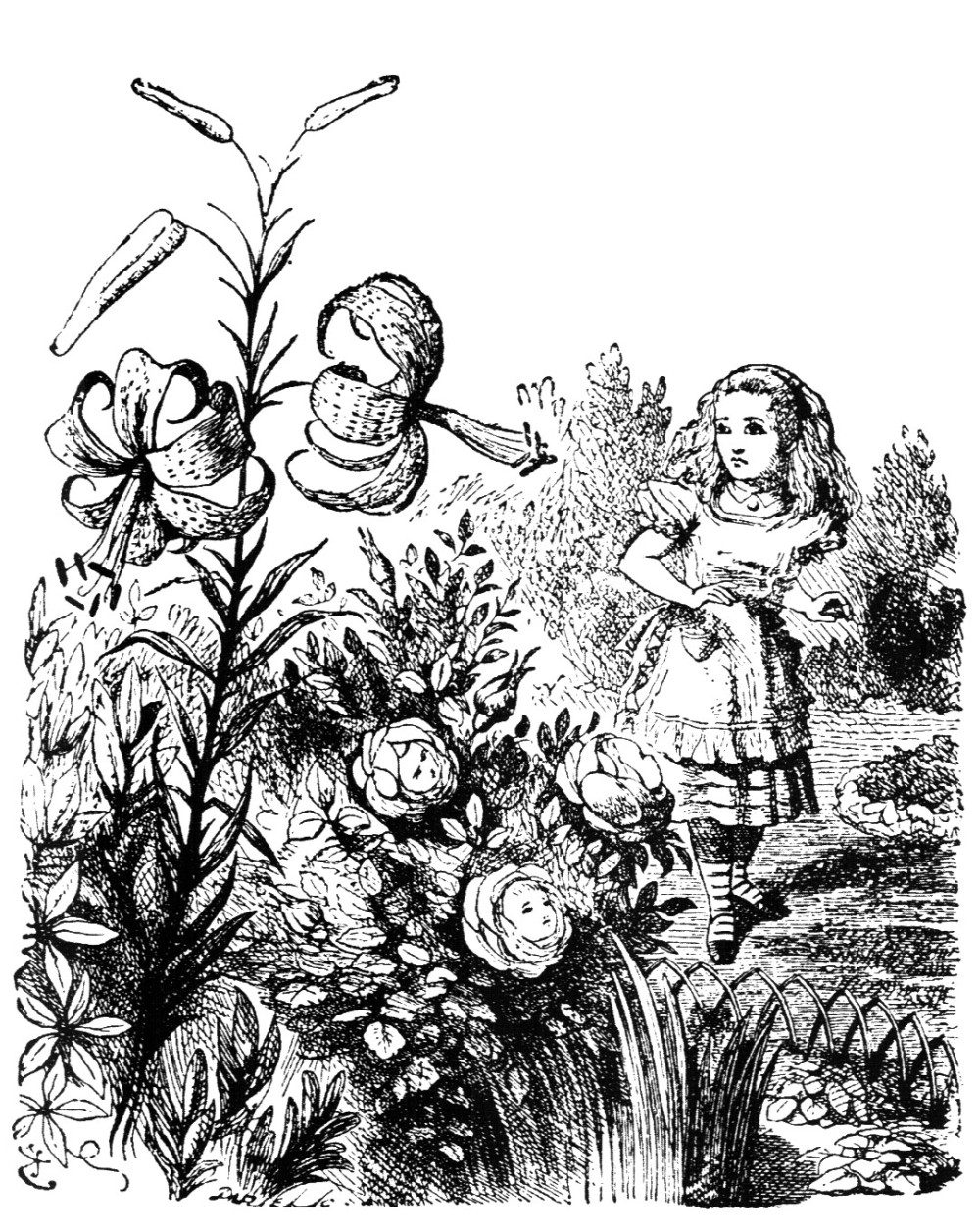
もの言う花たち

花壇に植えられた、人の言葉を喋る花々。鏡の国に入り込んだアリスが屋外ではじめて出会う生き物。オニユリ、バラ、ヒナギク、スミレなどで、アリスや女王を花の一種と勘違いして、女王のことをとげのある品種と言ったり、アリスのことをしおれはじめていると言ったりする。この場面は全体として、テニスンの『モード』第22歌のパロディになっている。
アリスの物語の成立に関わったリデル家の三姉妹（イーディス、アリス、ロリーナ）には、さらに二人の妹ローダとヴィオレッタがおり、この場面に登場するバラ（ローズ）とスミレ（ヴィオレット）がそれぞれ彼女たちに該当する。

## 鏡の国の虫たち
チェスゲームに参加することになったアリスは、あたりの地形を見定めようとして、遠くに象の姿をした巨大な蜜蜂の姿を認める。その後アリスは自分で知らないうちに列車に乗り、いつの間にか再び野外に出ることになるが、そこで列車の中で知り合ったひよこ大の巨大な蚊に、以下の鏡の国の不思議な昆虫を紹介される。
木馬バエ（Rocking Horse Fly）
体中が木でできている蝿で、木の汁とおが屑を摂取して生きていると説明される。ウマバエ（Horse Fly）と木馬（Rocking Horse）をくっつける言葉遊びによって作られた昆虫である。テニエルの挿絵では木馬そっくりに描かれている。
燃えぶどうトンボ（Snap-Dragonfly）
身体はクリスマス・プディング、羽はヒイラギの葉、頭は干しブドウでできていて、その頭はブランデーに漬けられて火がついている。餌は小麦のプディングとミンスパイ。ヴィクトリア朝の子供たちがクリスマスの時期に行った、ブランデーに浸した干しブドウに火をつけてそのまま口に放り込むスナップドラゴン（Snap-Dragon）またはフラップ・ドラゴンという遊びと、トンボ（Dragonfly）とをくっつけた地口。
バタつきパンチョウ（Bread and Butterfly）
羽はバター付きのパンのスライス、身体はパンの皮、頭は角砂糖でできた蝶。クリームの入った薄い紅茶を摂取する。バタ付きパン（Bread and Butter）と蝶（Butterfly）とをくっつけた地口。

## トゥイードルダムとトゥイードルディー
そこに入ると物の名前を忘れてしまう「名無しの森」を通過したアリスは、第4章でトゥイードルダムとドゥイードルディに会う。彼らは互いに見分けが付かないほどそっくりな双子であり（アリスは「ダム」「ディー」と書かれた襟元の刺繍で区別できることに気づく）、アリスは彼らに森を抜ける道を聞こうとするがなかなかはかばかしい答えが得られず、なんとなく3人で踊りはじめてしまったり、「セイウチと大工」という長々しい詩を聞かされたりした後、眠っている赤の王様のもとに案内されて、アリスはこの王様が見ている夢の中の人物に過ぎないのだと聞かされる。そしてアリスが立ち去ろうとすると、彼らは新しいがらがらを一方が壊してしまったことで決闘の準備をはじめるが、そこに巨大な鴉がやってきたことで、決闘を忘れて逃げ出してしまう。

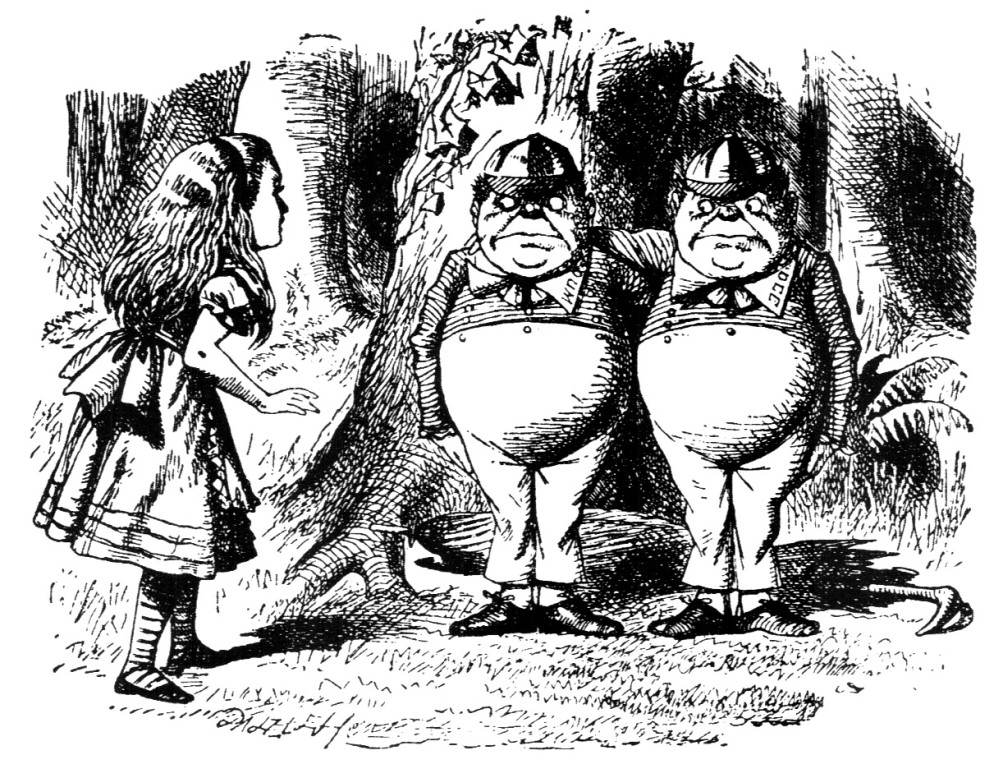
トゥイードルダムとトゥイードルディに出会ったアリス

「トゥイードルダムとトゥイードルディ」は、1805年まで文献をさかのぼることができるマザーグースであり、物語中の決闘の出来事も、作中でも引用される以下の詩の内容にそのまま沿ったものである。

トゥイードルダムとトゥイードルディ

決闘をすることになった

トゥイードルダムが言うことには、トゥイードルディが

彼の素敵な新品のがらがらを壊した

ちょうどそのとき、巨大な鴉が飛んできた

その黒いことといったら まるでタールの樽のようだった

二人の英雄はおそれをなして

決闘のことはまったく忘れてしまった
「トゥイードル」は音楽用語ではバイオリンを意味し、「ダム」は低音、「ディー」は高音を表す。この詩はキャロルが引用したことで広く知られるようになった。「トゥイードルダムとトゥイードルディー」は、今日でも五十歩百歩の二人の人物を表現する言葉として用いられている。
ジョン・テニエルの挿絵では、腹の突き出たずんぐりむっくりの二人の小男として描かれており、当時スケルトンスーツと呼ばれていた男子小学生用の服を着せられている。なおテニエルの挿絵に描かれている「がらがら」は今日よく知られている円筒形のものではなく、土佐の鳴子に似た、柄ついた木片をカタカタと鳴らす形のものである。

## ハンプティ・ダンプティ

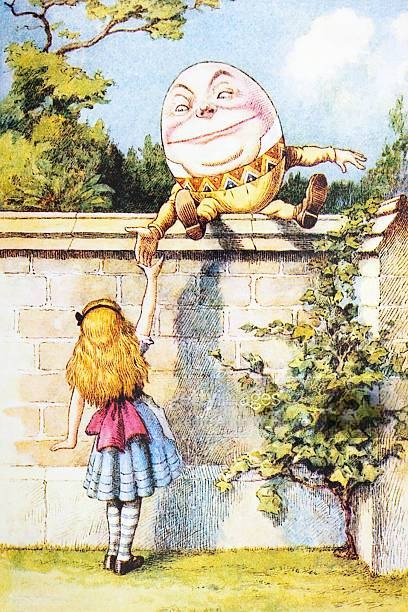
ハンプティ・ダンプティ。テニエルによるこの挿絵では、右端に描かれている断面によって、非常に薄い塀の上でバランスを取っていることがわかる。

第5章にて、アリスはヒツジの雑貨屋で卵を一つ買おうとするが、その卵は視界から逃れるようにしてどんどん動いていき、次章でハンプティ・ダンプティに変わる。「ハンプティ・ダンプティ」は少なくとも19世紀初頭から知られていたポピュラーなマザーグースであり、その歌詞は物語の中でもそのまま引用される。

ハンプティ・ダンプティ 塀に座った

ハンプティ・ダンプティ 盛大に落ちた

王様の馬と家来 全員にかかっても

ハンプティを元には 戻せなかった
もともとは一種の謎かけ歌であり、「卵」がその正解であるが、広く知られた結果、童謡本の挿絵でも「ハンプティ・ダンプティ」は卵を擬人化したキャラクターとして描かれるようになった。「ハンプ」（hump）には「背中のこぶ」、「ダンプ」（dump）には「ずんぐりした人」「どしんと落ちる」の意味があり、このため『鏡の国のアリス』中でも、自分の名前は（「アリス」などとは違って）自分の姿をそのまま表していると語る。
作中ではハンプティ・ダンプティは不機嫌で居丈高な態度で、自分が王家との関わりがある人物であること、「非誕生日(誕生日じゃない日)プレゼント」に王家からネクタイ（アリスにははじめネクタイなのかベルトなのかわからない）をプレゼントされたこと、言葉に給金を与えることによって好きな意味を詰め込んだりできることなどを語る。そしてアリスに請われて「ジャバウォックの詩」の注釈を施したあと、「野の白くなる冬に」で始まる歌を聞かせて別れ、総じてアリスに非常に不愉快な人物という印象をあたえるが、アリスと別れたのちに章の最後で大きな音を立てて塀から落下する。次章のはじめに白の王が軍勢を率いてやってくるのは、歌のとおりにハンプティ・ダンプティを救出するためである。

## ライオンとユニコーン
第7章に登場する、白の王様の王冠をめぐって町中で争っている2匹の獣。アリスは使者に案内されて、白の王様とともに彼らの戦いを見物する。戦いを一休みした2匹には白パンと黒パンが与えられ、その後プラムケーキが出されて、ユニコーンから伝説の生き物扱いされたアリスがその切り分けを担当する。しかしケーキを食べ始める前に大きな太鼓の音が響き渡り食事の邪魔をすることになる。

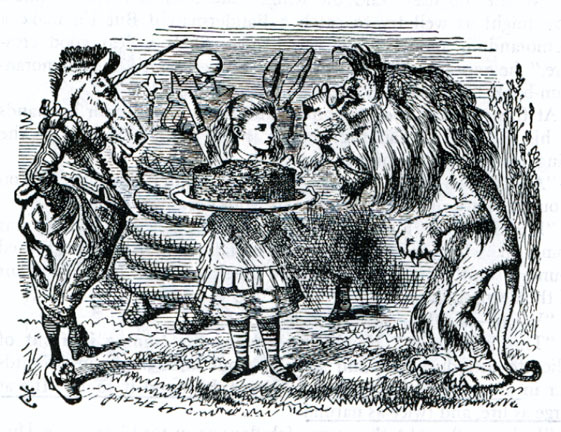
ライオンとユニコーン、およびプラムケーキを持たされるアリス

この二匹の獣が戦うエピソードは、やはり本文で引用されているマザーグース「ライオンとユニコーン」をそのまま踏襲したものである。

ライオンとユニコーン

王冠をかけて戦った

ライオンはユニコーンを

町中追い回して勝った

あるものは彼らに白パンを

またあるものは黒パンを与えた

あるものはプラムケーキを与えて

それから太鼓で街から追い出した

この童謡は17世紀のはじめの、イングランドとスコットランドとの統合に起源を持つものと考えられている。ライオンとユニコーンは、前者はイングランドの紋章を、後者はスコットランドの紋章を支える動物（サポーター）であり、1603年にスコットランド王ジェームズ6世がイングランド王を継承したことによって、イングランドの紋章の左側をライオンが、右側をユニコーンが支える形になった。
ジョン・テニエルによるライオンとユニコーンの挿絵は、モデルにしたというはっきりとした証拠はないものの、絶えず互いに言い争っていた政治家ウィリアム・グラッドストンとベンジャミン・ディズレーリにそれぞれ似せて描かれていると言われている。

## ハッタとヘイヤ

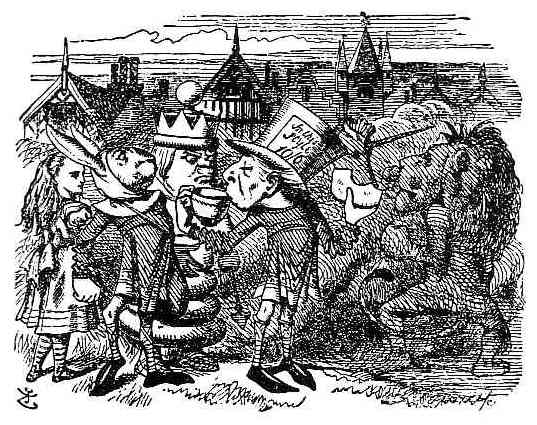
ハッタ（中央）とヘイヤ（左から二人目）

白の王様の二人の使者（王様は一方が「行きの使者」でもう一方が「帰りの使者」だと説明する）。先に野ウサギの姿をした「ヘイヤ」がやってきて、町でライオンとユニコーンが争い始めたことを伝えた後、王にハムサンドと干し藁を与える。アリスたちが町へ来ると、帽子を被ったもう一人の使者ハッタ（彼はヘイヤから「牢獄から出てきたばかり」と紹介される）が、パンと紅茶を摂りながら戦いを見物しており、彼から戦いの状況の説明が行われる。
この二人の使者は「アングロサクソン風姿勢」と称される、くねくねとした奇妙な姿勢を絶えずとっている。これは当時イギリスで流行していた「アングロサクソン学」なるものに対するキャロルの風刺らしい。なおこの二人の使者は、テニエルの挿絵を見ても明らかに前作『不思議の国のアリス』に登場した帽子屋と三月ウサギの再登場であるが、なぜかアリスは再会に気づくことはない。

## 白の騎士

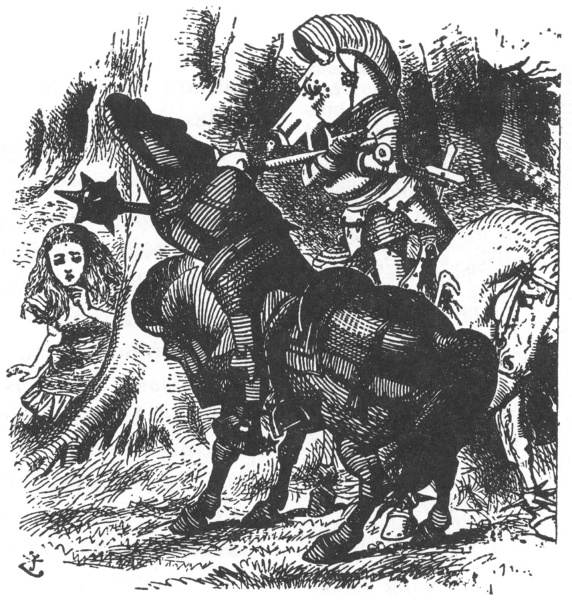
馬型の兜を被って登場する白の騎士（右）。素顔は本項冒頭の口絵を参照。

文字通り白の騎士（ナイト）の駒を擬人化したキャラクター。第8章に登場。アリスを捕らえようとしていた赤の騎士に滑稽な決闘で勝利したのち、アリスを次の桝目まで送り届ける。その間、馬上のネズミ捕りや鮫に噛まれないための馬具、円錐形の兜といった自身の様々な発明をアリスに披露し、別れ際には「木戸の横木に腰掛けて」という詩をアリスに捧げる。
この白の騎士は、一般にルイス・キャロル自身をモデルにしたキャラクターであると考えられている。もじゃもじゃの髪や碧眼、やさしい顔付きといった白の騎士の外見はキャロルのそれと一致するし、キャロルもまた物事を逆さに見ることを好み、また発明を好んであまり実用に即さない様々な装置を考案していた。加えて白の騎士は、二つのアリスの物語中、本当にアリスを愛しその手助けに心を砕いた唯一のキャラクターである。
おそらく自身をモデルにしたというこの意識のために、キャロルはテニエルに対して、白の騎士を白髪の老人として描いたことに強く抗議し描き直しを求めたが、テニエルはこの求めには応じなかった。マーティン・ガードナーは、テニエルは白の騎士がキャロル自身であることを見てとり、アリスとの年齢差をはっきり示すために禿頭や口ひげの容貌で描いたものと見ている（本文中にはこうした容貌に関する表現はない）。ただし、キャロル以外にもモデルの候補がないわけではない。他のモデル説の代表的なものにはドン・キホーテ説、キャロルの友人であった化学者オーガスタス・ヴァーノン・ハーコート説などがある。
なおテニエルが描いた白の騎士の顔は、『パンチ』におけるテニエルの同僚ホーラス・ポニー・メイヒューをモデルにしているのではないかという説が提示されたことがあるが、テニエルは生前これを否定している。しかしマイケル・ハンチャーは、テニエルの後輩にあたるジョージ・デュ・モーリエが描いたメイヒューの戯画が、テニエルの白の騎士の絵に影響を与えている可能性を指摘している。またテニエルの（少々頭が禿げ上がった）肖像写真が白の騎士と似ていることから、テニエル自身の自画像だとされることもあるが、ハンチャーはテニエルが『鏡の国のアリス』の挿絵を手がけていた当時はこれほど似ていなかっただろうと述べている。

## その他

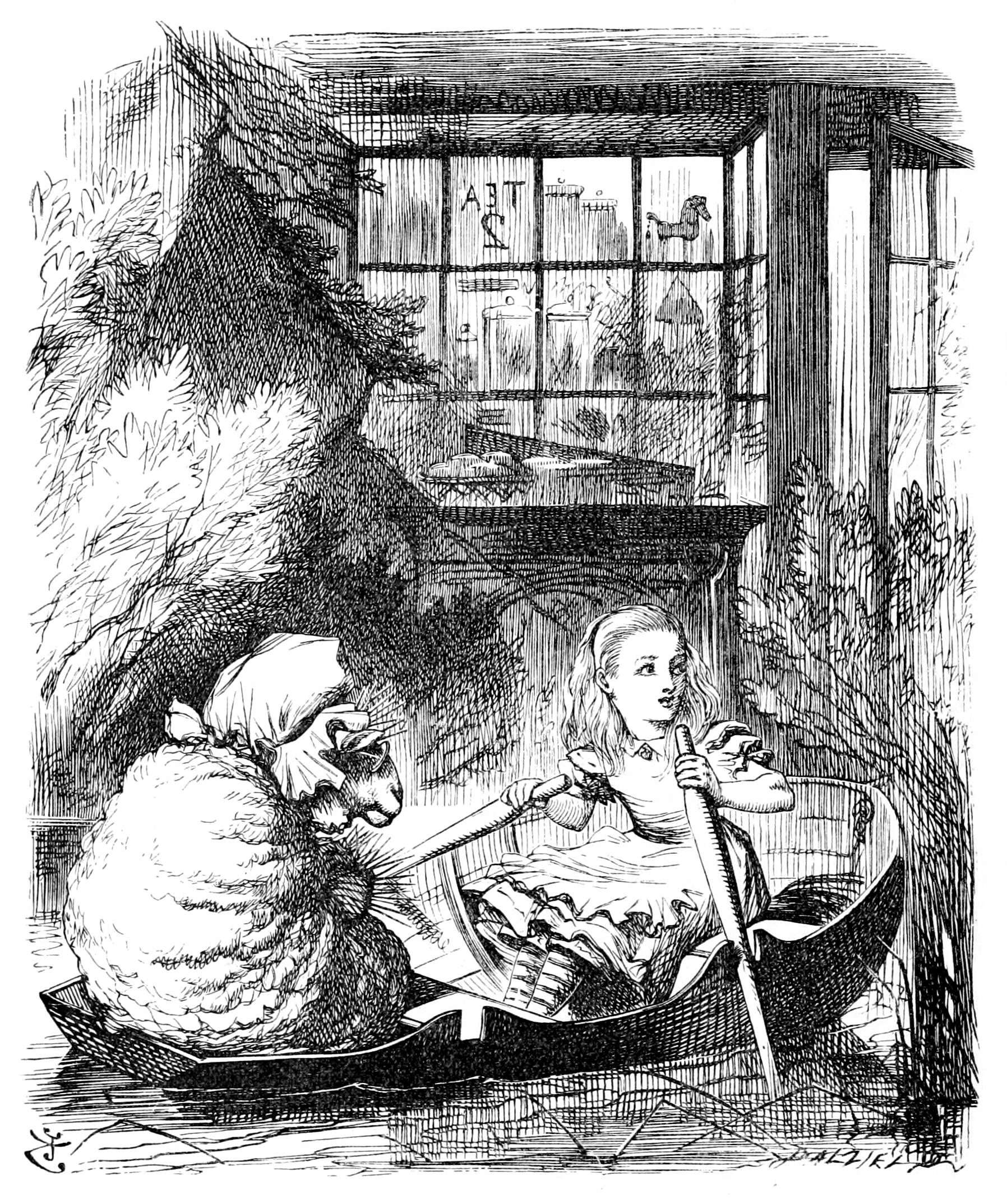
ヒツジとアリス

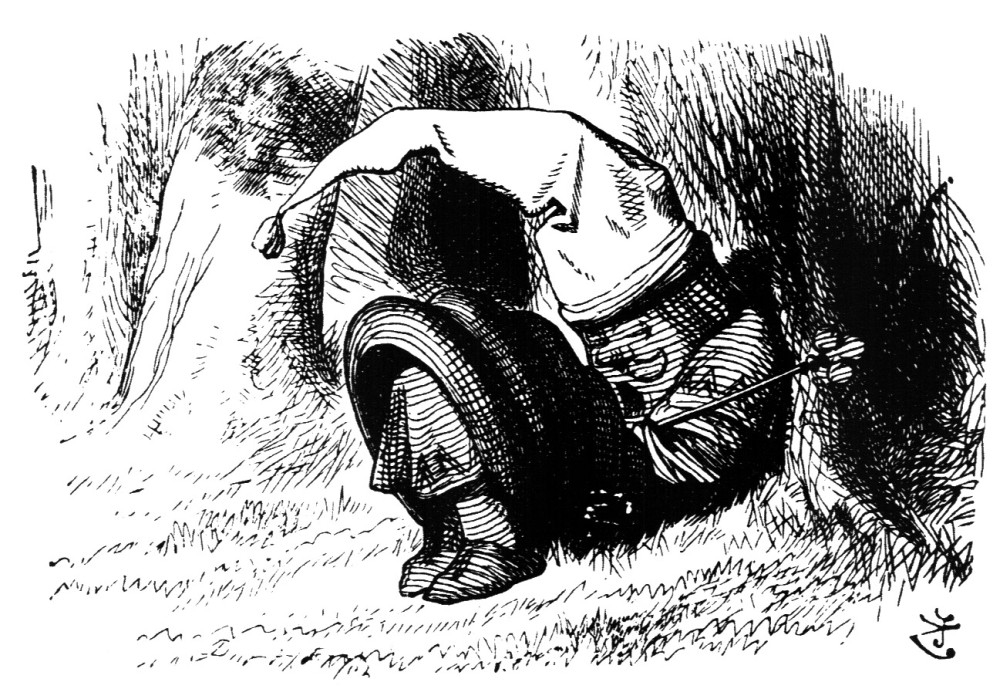
赤の王
チェスの駒。第1章で他の多くの駒とともに登場した後、第4章でナイトキャップをかぶり轟音のいびきをかいて眠っている姿で再登場する。トウィードルダムとトウィードルディはアリスに、彼はいまアリスのことを夢に見ているところであり、つまりアリスは赤の王の夢に過ぎないのであって、赤の王が夢を見ることをやめればアリスはたちまち消えてしまうのだと説明する。このテーマは物語の末尾で、現実に引き戻されたアリスによって反復されることになる。

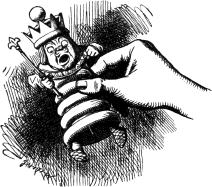
白の王
チェスの駒。まだ小さい駒のままで登場する第1章では、泣き騒ぐ王女リリーのもとまでアリスに持ち運ばれて腰を抜かす（このときはアリスの姿は彼らには見えない）。その後第6章で多数の兵隊を引き連れて再登場した彼は、メモ帳にひっきりなしにメモを取っており、二人の使者（ハッタとヘイヤ）に、自分の王冠をつけ狙っているライオンとユニコーンの様子を報告させる。
列車の乗客たち
第3章でアリスが相席する乗客たち。紙の服を着た紳士、山羊、カブトムシで、さらに小さい声で洒落を連発するものがおり、これは次の場面で巨大な蚊だと判明する。紙を着ている紳士の顔は、テニエルの挿絵ではベンジャミン・ディズレーリの顔で描かれている。
仔鹿
第3章にて、そこに入ると物の名前を忘れてしまう「名無しの森」のなかでアリスが出会う可愛らしい仔鹿。森の中で仲良くなりアリスと連れ立って森を歩くものの、「名無しの森」を出た途端にアリスが「人間」であることを思い出し逃げていってしまう。キャロルの解説では仔鹿はアリスと同じ白の歩と説明されており、歩（pawn）と小鹿（fawn）で韻を踏んでいる。
ヒツジ
第5章で、桝目を区切る小川を白の女王といっしょに飛び越えたアリスは、彼女が急にヒツジに変わり、あたりが「Old Sheep Shop」という名前の雑貨店の店内に変わっていることに気がつく。この店にはさまざまな物が置いてあるが、アリスがよく見ようとすると決まってその棚だけは空っぽになってしまう。店内を見回しているうちにアリスは知らないうちにヒツジとともにボートに乗っており、アリスはボートを漕いだりトウシンソウを摘んだりして過ごすが、また知らないまま店内に戻る。
テニエルの挿絵に描かれている雑貨屋は、オックスフォードに実際にあった雑貨屋の様子をそのまま（ただし左右反転させて）描いたものである。この店は現在「アリスショップ」という、アリスの関連グッズ専門店として現在も存続している。